# Universidad Católica de Murcia Club de Baloncesto 2023-2024
Questa voce raccoglie le informazioni riguardanti l'Universidad Católica de Murcia Club de Baloncesto nelle competizioni ufficiali della stagione 2023-2024.

## Stagione
La stagione 2023-2024 dell'Universidad Católica de Murcia Club de Baloncesto è la 26ª nel massimo campionato spagnolo di pallacanestro, la Liga ACB.

## Roster
Aggiornato al 14 aprile 2024.
| UCAM Murcia 2023-24 | UCAM Murcia 2023-24 |
| Giocatori           | Staff tecnico       |
| ------------------- | ------------------- |

| N. | Naz.                                           | Ruolo | Nome                | Anno | Alt.   | Peso   |  |
| -- | ---------------------------------------------- | ----- | ------------------- | ---- | ------ | ------ |  |
| 00 | Lettonia (bandiera) · Spagna (bandiera)        | A     | Rodions Kurucs      | 1998 | 204 cm | 103 kg |  |
| 8  | Cuba (bandiera) · Spagna (bandiera)            | AP    | Howard Sant-Roos    | 1991 | 201 cm | 85 kg  |  |
| 10 | Stati Uniti (bandiera)                         | P     | Troy Caupain        | 1995 | 193 cm | 95 kg  |  |
| 11 | Montenegro (bandiera)                          | AG    | Nemanja Radović (C) | 1991 | 208 cm | 95 kg  |  |
| 12 | Stati Uniti (bandiera) · Georgia (bandiera)    | G     | Thaddus McFadden    | 1987 | 188 cm | 82 kg  |  |
| 12 | Stati Uniti (bandiera) · Montenegro (bandiera) | P     | Jonah Radebaugh     | 1997 | 191 cm | 84 kg  |  |
| 13 | Svezia (bandiera) · Spagna (bandiera)          | AP    | Wilhelm Falk        | 2003 | 203 cm |        |  |
| 14 | Stati Uniti (bandiera)                         | AG    | Dustin Sleva        | 1995 | 203 cm | 103 kg |  |
| 15 | Spagna (bandiera)                              | C     | Fabian Flores       | 2005 | 211 cm |        |  |
| 18 | RD del Congo (bandiera) · Spagna (bandiera)    | C     | Jordan Sakho        | 1997 | 209 cm | 105 kg |  |
| 19 | Montenegro (bandiera) · Spagna (bandiera)      | C     | Marko Todorović     | 1992 | 208 cm | 112 kg |  |
| 21 | Senegal (bandiera) · Spagna (bandiera)         | C     | Moussa Diagne       | 1994 | 211 cm | 103 kg |  |
| 22 | Svezia (bandiera) · Spagna (bandiera)          | P     | Ludvig Håkanson     | 1996 | 189 cm | 88 kg  |  |
| 24 | Francia (bandiera)                             | C     | Yannis Morin        | 1993 | 208 cm | 95 kg  |  |
| 25 | Rep. Ceca (bandiera) · Spagna (bandiera)       | GA    | David Jelínek       | 1990 | 194 cm | 90 kg  |  |
| 31 | Giamaica (bandiera) · Serbia (bandiera)        | PG    | Dylan Ennis         | 1991 | 188 cm | 88 kg  |  |
| 35 | Svezia (bandiera)                              | C     | Simon Birgander     | 1997 | 209 cm | 105 kg |  |
| 47 | Lettonia (bandiera) · Spagna (bandiera)        | PG    | Artūrs Kurucs       | 2000 | 193 cm | 87 kg  |  |

| Allenatore                                                                           |
| - Sito Alonso                                                                        |
| Assistente/i                                                                         |
| - Lucas Pérez - Blagota Sekulić Legenda - (C) Capitano - (IN) Inattivo - Infortunato |

## Mercato

### Sessione estiva
| Acquisti | Acquisti         | Acquisti          | Acquisti   | Acquisti |
| R.a      | Nome             | da                | Modalità   |          |
| -------- | ---------------- | ----------------- | ---------- | -------- |
| P        | Troy Caupain     | Brescia           | svincolato |          |
| P        | Ludvig Håkanson  | Bilbao Berri      | svincolato |          |
| PG       | Dylan Ennis      | Galatasaray       | svincolato |          |
| AP       | Howard Sant-Roos | Saragozza         | svincolato |          |
| A        | Rodions Kurucs   | Strasburgo        | svincolato |          |
| AG       | Dustin Sleva     | Braunschweig      | svincolato |          |
| C        | Simon Birgander  | Joventut Badalona | svincolato |          |
| C        | Moussa Diagne    | Canarias Tenerife | svincolato |          |

| Cessioni | Cessioni               | Cessioni       | Cessioni       | Cessioni |
| R.       | Nome                   | a              | Modalità       |          |
| -------- | ---------------------- | -------------- | -------------- | -------- |
| P        | Tomás Bellas           | Fuenlabrada    | fine contratto |          |
| P        | Chris Chiozza          | Free agent     | fine contratto |          |
| P        | Urban Klavžar          | Cantabria      | prestito       |          |
| PG       | Rat'i Andronik'ashvili | TSU Tbilisi    | fine contratto |          |
| G        | Villiam García         | Pacific Tigers | fine contratto |          |
| GA       | James Anderson         | Manisa         | fine contratto |          |
| AP       | Sadiel Rojas           | Club Bameso    | fine contratto |          |
| AG       | Ryan Luther            | Manisa         | fine contratto |          |
| AG       | Danilo Nikolić         | Limoges CSP    | fine contratto |          |
| C        | Ilimane Diop           | Málaga         | fine contratto |          |
| C        | Artem Pustovyj         | Obradoiro      | fine contratto |          |

### Dopo l'inizio della stagione
| Acquisti | Acquisti        | Acquisti                       | Acquisti         | Acquisti   |
| R.       | Nome            | da                             | Data             | Modalità   |
| -------- | --------------- | ------------------------------ | ---------------- | ---------- |
| PG       | Artūrs Kurucs   | Promitheas                     | 5 dicembre 2023  | svincolato |
| C        | Marko Todorović | Template:Basket Shaanxi Wolves | 12 dicembre 2023 | svincolato |
| P        | Jonah Radebaugh | Galatasaray                    | 23 febbraio 2024 | svincolato |
| C        | Yannis Morin    | Roanne                         | 12 maggio 2024   | svincolato |

| Cessioni | Cessioni         | Cessioni  | Cessioni         | Cessioni    |
| R.       | Nome             | a         | Data             | Modalità    |
| -------- | ---------------- | --------- | ---------------- | ----------- |
| G        | Thaddus McFadden | Saragozza | 20 novembre 2023 | rescissione |
| C        | Jordan Sakho     | Breogán   | 16 gennaio 2024  | rescissione |